# Nuoto ai campionati mondiali di nuoto 2017 - 400 metri stile libero femminili
La gara di nuoto dei 400 metri stile libero femminili dei campionati mondiali di nuoto 2017 è stata disputata il 23 luglio presso la Duna Aréna di Budapest. Vi hanno preso parte 36 atlete provenienti da 30 nazioni.
La competizione è stata vinta dalla nuotatrice statunitense Katie Ledecky, mentre l'argento e il bronzo sono andati rispettivamente all'altra statunitense Leah Smith e alla cinese Li Bingjie.

## Medaglie
| Posizione | Atleta        | Nazionalità |
| --------- | ------------- | ----------- |
| Oro       | Katie Ledecky | Stati Uniti |
| Argento   | Leah Smith    | Stati Uniti |
| Bronzo    | Li Bingjie    | Cina        |

## Programma
| Data           | Ora (UTC+2) | Turno    |
| -------------- | ----------- | -------- |
| 23 luglio 2017 | 10:52       | Batterie |
| 23 luglio 2017 | 18:03       | Finale   |

## Record
Prima della manifestazione il record del mondo e il record dei campionati erano i seguenti.
| Record mondiale       | 3'56"46 | Katie Ledecky Stati Uniti | 7 agosto 2016 Rio de Janeiro, Brasile |
| Record dei campionati | 3'59"13 | Katie Ledecky Stati Uniti | 2 agosto 2015 Kazan', Russia          |

Durante la competizione è stato battuto il seguente record:
| Data      | Evento     | Atleta        | Nazione     | Tempo   | Record                |
| --------- | ---------- | ------------- | ----------- | ------- | --------------------- |
| 23 luglio | Batteria 4 | Katie Ledecky | Stati Uniti | 3'59"06 | Record dei campionati |
| 23 luglio | Finale     | Katie Ledecky | Stati Uniti | 3'58"34 | Record dei campionati |

## Risultati

### Batterie
| Posizione | Batteria | Corsia | Atleta                             | Nazionalità                   | Tempo   | Note  |
| --------- | -------- | ------ | ---------------------------------- | ----------------------------- | ------- | ----- |
| 1         | 4        | 4      | Katie Ledecky                      | Stati Uniti                   | 3'59"06 | Q, RC |
| 2         | 3        | 4      | Leah Smith                         | Stati Uniti                   | 4'02"00 | Q     |
| 3         | 4        | 3      | Ariarne Titmus                     | Australia                     | 4'04"26 | Q     |
| 4         | 3        | 5      | Li Bingjie                         | Cina                          | 4'04"94 | Q     |
| 5         | 4        | 5      | Boglárka Kapás                     | Ungheria                      | 4'05"93 | Q     |
| 6         | 4        | 6      | Zhang Yuhan                        | Cina                          | 4'06"21 | Q     |
| 7         | 4        | 7      | Veronika Popova                    | Russia                        | 4'06"40 | Q     |
| 8         | 3        | 2      | Ajna Késely                        | Ungheria                      | 4'06"48 | Q     |
| 9         | 3        | 6      | Anja Klinar                        | Slovenia                      | 4'07"75 |       |
| 10        | 3        | 3      | Mireia Belmonte García             | Spagna                        | 4'09"55 |       |
| 11        | 4        | 0      | Mary-Sophie Harvey                 | Canada                        | 4'09"74 |       |
| 12        | 4        | 8      | Mackenzie Margaret Carol Padington | Canada                        | 4'09"88 |       |
| 13        | 2        | 4      | Diana Duraes                       | Portogallo                    | 4'10"07 |       |
| 14        | 3        | 8      | Joanna Maranhão-Melo               | Brasile                       | 4'11"06 |       |
| 15        | 4        | 2      | Holly Hibbott                      | Gran Bretagna                 | 4'12"77 |       |
| 16        | 3        | 0      | Leah Neale                         | Australia                     | 4'13"38 |       |
| 17        | 2        | 1      | Barbora Závadová                   | Rep. Ceca                     | 4'13"85 |       |
| 18        | 4        | 9      | Lee Ea-sop                         | Corea del Sud                 | 4'13"94 |       |
| 19        | 3        | 1      | Arina Openysheva                   | Russia                        | 4'15"45 |       |
| 20        | 3        | 9      | Julia Hassler                      | Liechtenstein                 | 4'17"05 |       |
| 21        | 3        | 7      | Andreína Pinto                     | Venezuela                     | 4'17"46 |       |
| 22        | 2        | 5      | Monique Olivier                    | Lussemburgo                   | 4'18"04 |       |
| 23        | 2        | 9      | Marina Heller Hansen               | Danimarca                     | 4'18"86 |       |
| 24        | 2        | 7      | Nicole Justine Marie Oliva         | Filippine                     | 4'19"23 |       |
| 25        | 2        | 6      | Helena Moreno                      | Costa Rica                    | 4'19"27 |       |
| 26        | 2        | 2      | Sze Hang Yu                        | Hong Kong                     | 4'20"57 |       |
| 27        | 2        | 3      | Kate Beavon                        | Sudafrica                     | 4'20"82 |       |
| 28        | 2        | 0      | Hania Mohamed Hany Abdelh Moro     | Egitto                        | 4'21"67 |       |
| 29        | 2        | 8      | Ressa Kania Dewi                   | Indonesia                     | 4'24"05 |       |
| 30        | 1        | 3      | Gabriella Doueihy                  | Libano                        | 4'25"34 |       |
| 31        | 1        | 1      | Talita Te Flan                     | Costa d'Avorio                | 4'26"72 |       |
| 32        | 1        | 5      | Sudthirak Watcharabusaracum        | Thailandia                    | 4'30"96 |       |
| 33        | 1        | 4      | Daniella van den Berg              | Aruba                         | 4'32"09 |       |
| 34        | 1        | 6      | Hannah Gill                        | Barbados                      | 4'42"55 |       |
| 35        | 1        | 7      | Ishani Senanayake                  | Sri Lanka                     | 4'45"48 |       |
| 36        | 1        | 2      | Victoria Chentsova                 | Isole Marianne Settentrionali | 4'47"15 |       |
| -         | 4        | 1      | Nguyễn Thị Ánh Viên                | Vietnam                       | -       | DNS   |

### Finale
| Posizione | Corsia | Atleta          | Nazionalità | Tempo   | Note |
| --------- | ------ | --------------- | ----------- | ------- | ---- |
|           | 4      | Katie Ledecky   | Stati Uniti | 3'58"34 | RC   |
|           | 5      | Leah Smith      | Stati Uniti | 4'01"54 |      |
|           | 6      | Li Bingjie      | Cina        | 4'03"25 |      |
| 4         | 3      | Ariarne Titmus  | Australia   | 4'04"26 |      |
| 5         | 2      | Boglárka Kapás  | Ungheria    | 4'04"77 |      |
| 6         | 8      | Ajna Késely     | Ungheria    | 4'05"75 |      |
| 7         | 7      | Zhang Yuhan     | Cina        | 4'06"03 |      |
| 8         | 1      | Veronika Popova | Russia      | 4'07"59 |      |